# Piliocolobus epieni
Piliocolobus epieni is een zoogdier uit de familie van de apen van de Oude Wereld (Cercopithecidae). De wetenschappelijke naam werd in 1999 gepubliceerd door Grubb & Powell. De soort komt voor in Nigeria, alleen in de Nigerdelta.